# Anavasal
Anavasal ou Annavasal é uma panchayat (vila) no distrito de Puducotai, no estado indiano de Tamil Nadu.

## Geografia
Anavasal está localizada a 10° 28′ N, 78° 42′ L. Tem uma altitude média de 128 metros (419 pés).

## Demografia
Segundo o censo de 2001, Anavasal tinha uma população de 7630 habitantes. Os indivíduos do sexo masculino constituem 49% da população e os do sexo feminino 51%. Anavasal tem uma taxa de literacia de 67%, superior à média nacional de 59.5%; com 55% para o sexo masculino e 45% para o sexo feminino. 12% da população está abaixo dos 6 anos de idade.